# Amunherkhepeshef (Ramesses III)
Amunherkhepshef, còn viết là Amenhirkhopshef, là một vương tử của pharaon Ramesses III thuộc Vương triều thứ 20 trong thời kỳ Ai Cập cổ đại. Ông được chọn làm trữ quân nhưng đã qua đời khi còn trẻ, do vậy nên người em là Meryamun trở thành vua kế vị, tức Ramesses IV.

## Thân thế
Do Ramesses III xem Ramesses II tiền nhiệm là hình mẫu nên ông cũng đặt tên các con mình theo tên các con trai của Ramesses II. Amunherkhepeshef này được đặt theo tên của thái tử Amunherkhepeshef, con trai trưởng của Ramesses II nhưng cũng mất sớm.
Amunherkhepeshef được biết đến qua phù điêu đám rước các vương tử trên đền thờ Ramesses III ở Medinet Habu. Amunherkhepeshef có cùng tên với một người anh em khác mẹ, người sau này cũng trở thành vua, là Ramesses VI. Amunherkhepeshef mang danh hiệu Trữ quân, người đứng đầu Hai Vùng Đất, cho thấy ông được chọn làm người kế vị nhưng mất sớm trước vua cha.
Không có văn tự nào cho biết mẹ của Amunherkhepeshef là ai. Trên tường mộ QV55 của mình, Amunherkhepeshef được gọi với danh hiệu Con trai của Nữ tư tế, Mẫu thần, Chính thất Vương hậu (nhưng không đề cập đến tên của vương hậu đó), do đó ông phải là con trai của một Chính hậu. Ngôi mộ QV55 có kiểu thức trang trí rất giống với của QV52, là mộ của vương hậu Tyti, cũng như của hai vương tử khác là Khaemwaset (QV44) và Meryamun (QV53). Do đó, các nhà nghiên cứu tin rằng, cả 3 vương tử này đều là con trai của Tyti, tức cũng là những anh em cùng mẹ với vua Ramesses IV.

## Lăng mộ QV55
Ngôi lăng QV55 được phát hiện vào năm 1904, có 3 phòng chính. Từ lối vào, hành lang dẫn đến một phòng ngoài cùng (tiền sảnh), với bích họa mô tả Ramesses III và Amunherkhepeshef đang dâng lễ vật cho các vị thần. Amunherkhepeshef được mô tả ở độ tuổi thanh thiếu niên, cho thấy vương tử mất khi còn trẻ. Phòng phụ bên phải (nhìn từ lối vào phòng ngoài) chưa hoàn thiện, chỉ có vôi trát và vài hình phác thảo. Phòng giữa thông với phòng ngoài cùng, bích họa trên tường mô tả các thần canh cổng từ Sách của người chết, Amunherkhepeshef luôn theo sau Ramesses III trong các khung cảnh, và tên hiệu của Ramesses III. Trong cùng là phòng đặt cỗ quách bằng đá hoa cương, phòng này không được trang trí.

### Bích họa trên tường mộ

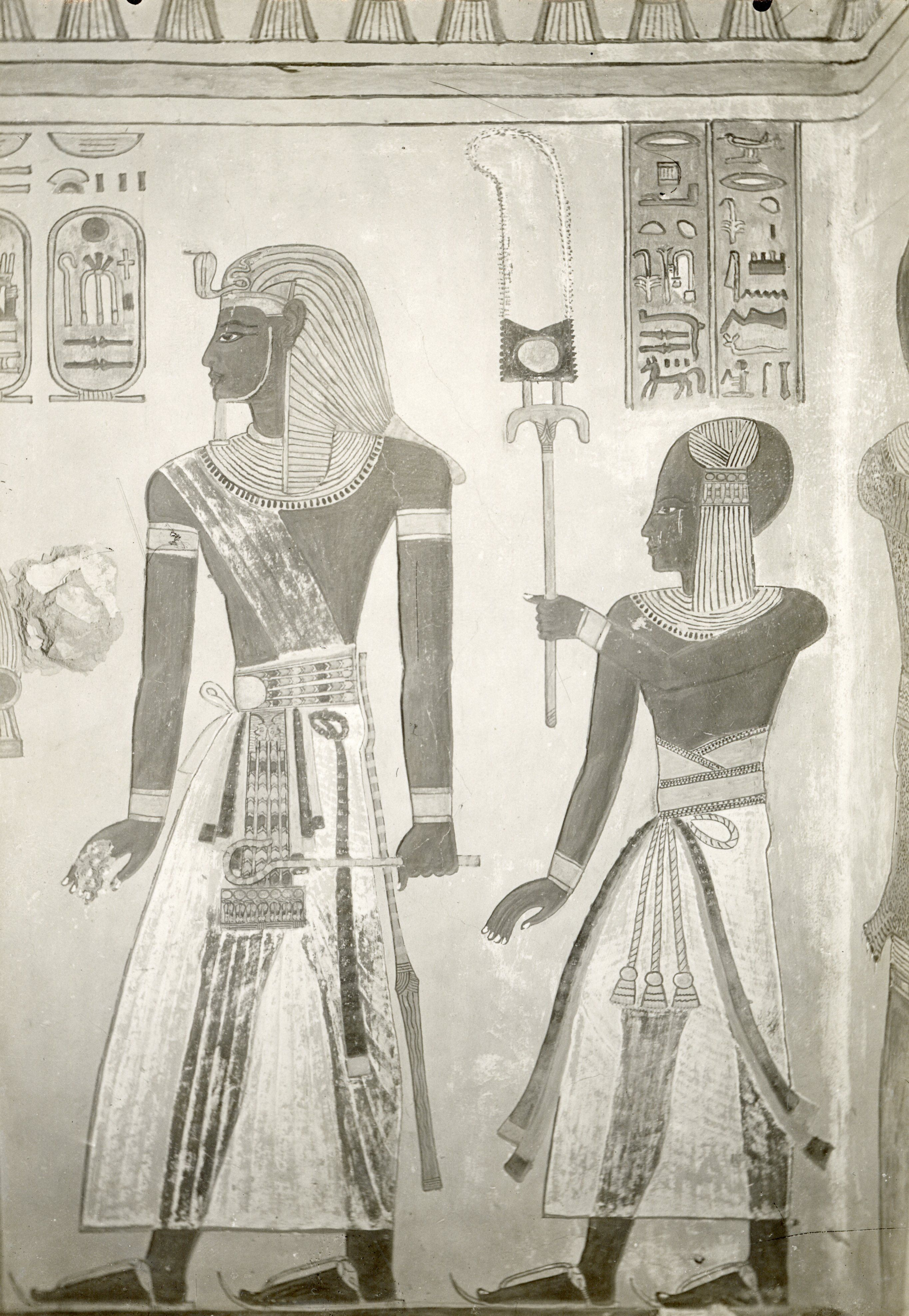
Ramesses III và Amunherkhepeshef, bên phải là thần Iunmutef mặc áo choàng da báo
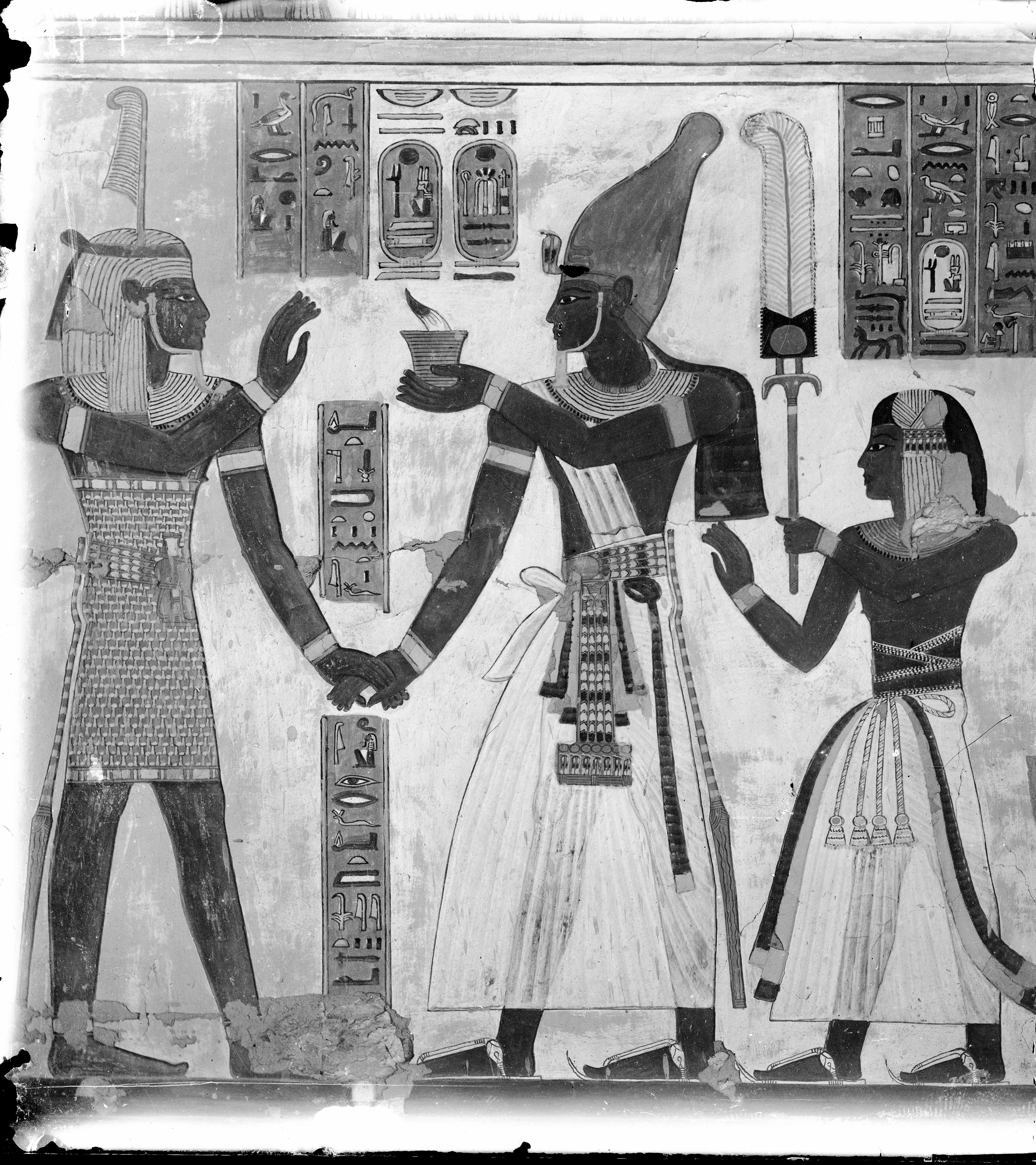
Ramesses III dâng hương cho thần Shu, Amunherkhepeshef đứng bên hầu quạt
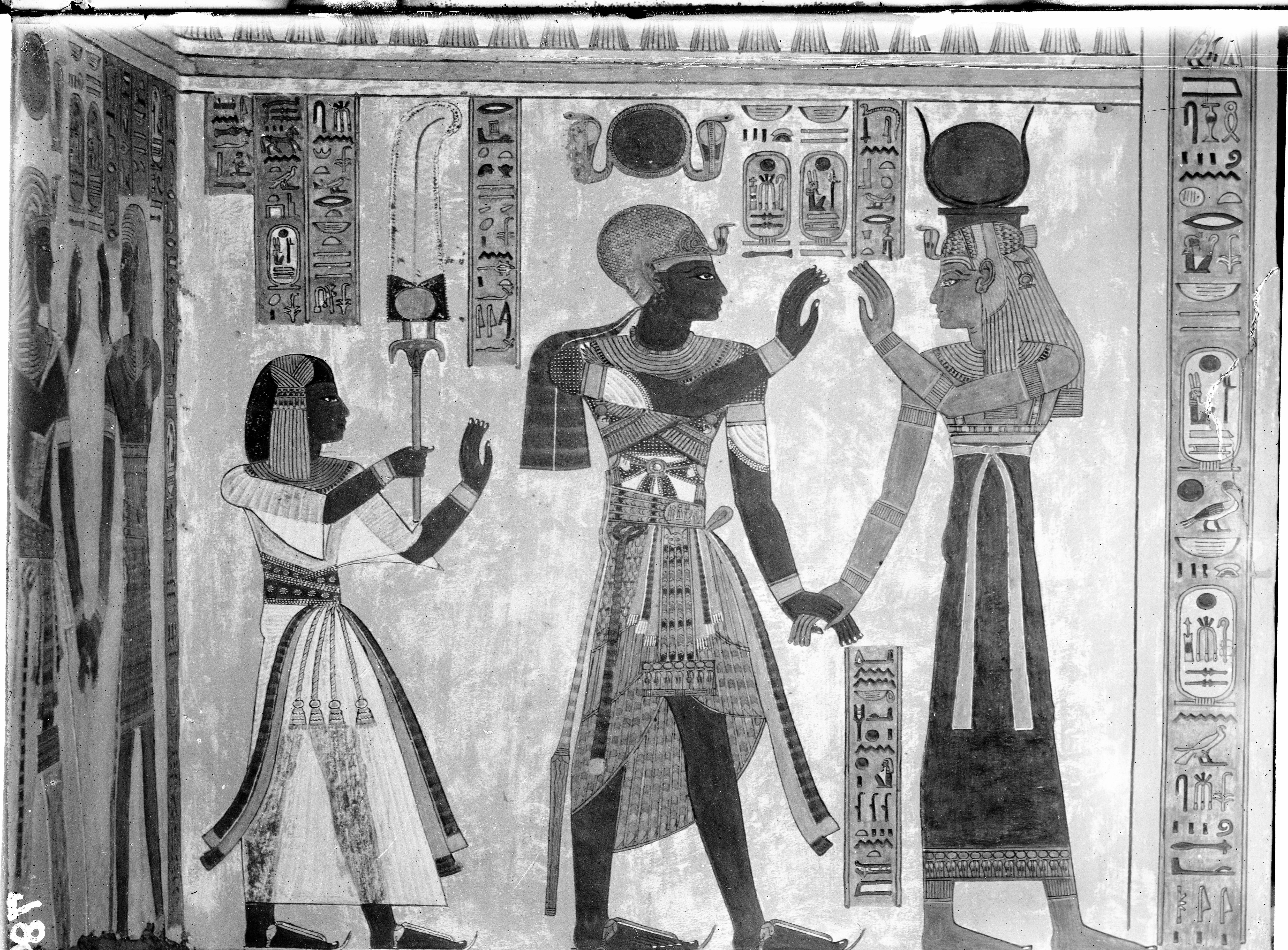
Isis nắm tay Ramesses III, theo sau là nhà vua là Amunherkhepeshef
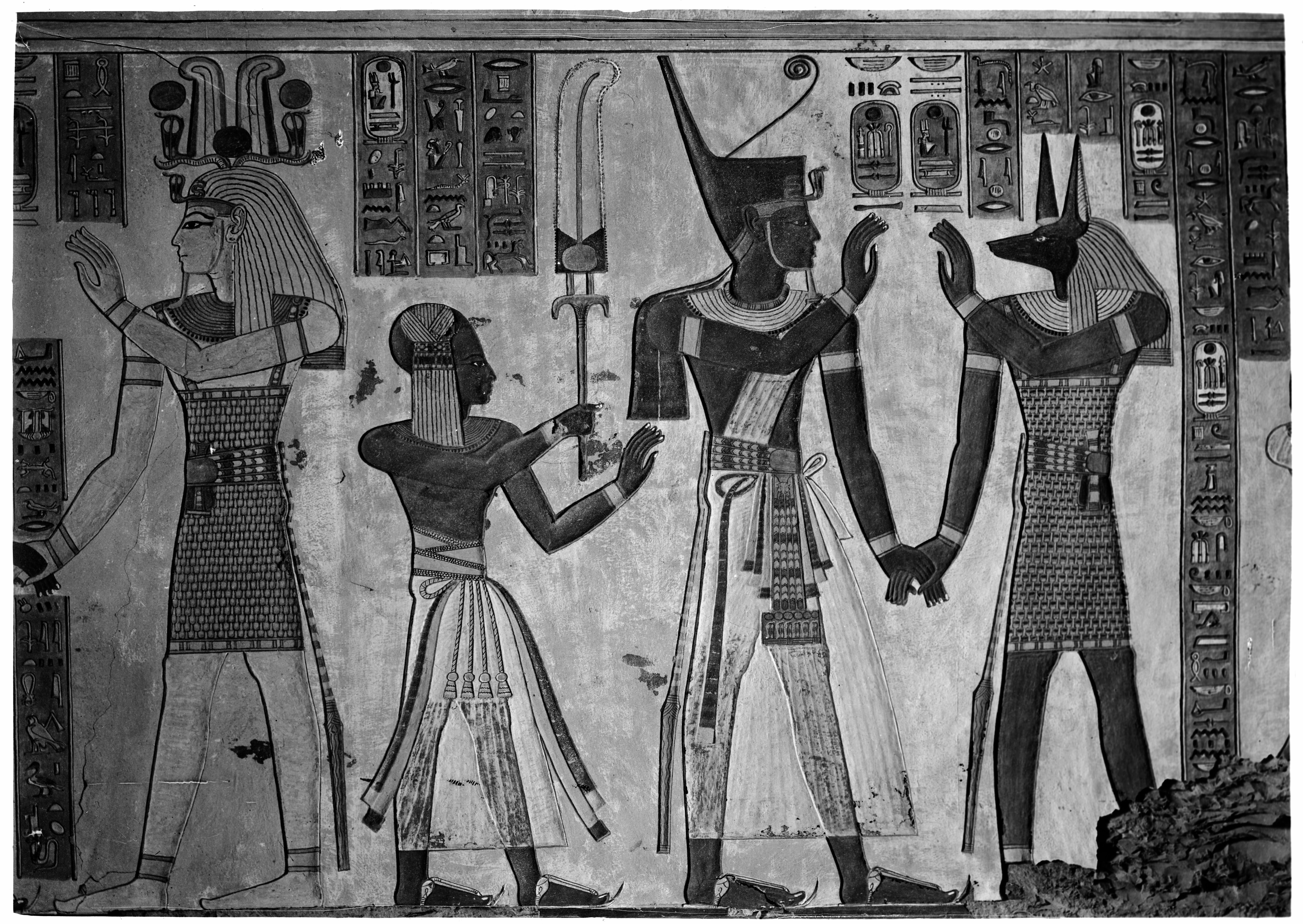
Ramesses III đang nắm tay Duamutef, con trai của Horus, Amunherkhepeshef theo sau
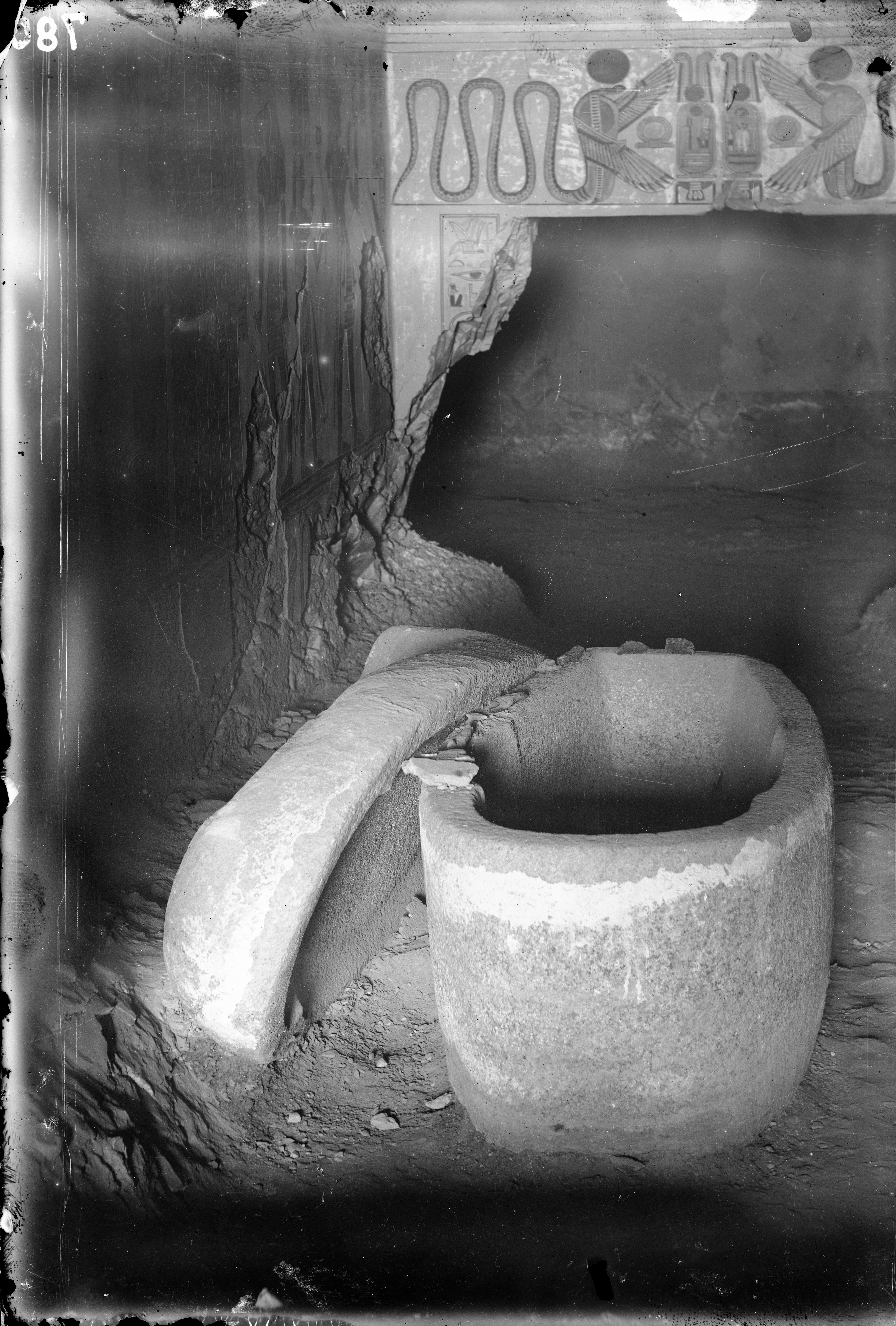
Quách đá hóa cương hồng của Amunherkhepeshef